# Suzu Hirose
Suzu Hirose (jap. 広瀬 すず Hirose Suzu; ur. 19 czerwca 1998 w Shizuoce) – japońska aktorka i modelka oraz laureatka licznych nagród filmowych. Jest młodszą siostrą Alice Hirose, która również jest aktorką i modelką.

## Życiorys
Hirose urodziła się 19 czerwca 1998 roku w Shimizu-ku w Shizuoce. Do branży rozrywkowej trafiła po tym, jak prezes agencji jej starszej siostry Alice Hirose podszedł do niej podczas spotkania z jej rodziną. W 2012 roku zadebiutowała jako modelka w magazynie „Seventeen”. Od tego czasu wystąpiła w licznych popularnych reklamach, dramach i filmach.
W kwietniu 2013 roku zadebiutowała jako aktorka w dramie „Kasukana Kanojo” stacji Fuji TV, a w styczniu 2015 roku po raz pierwszy zagrała główną rolę w dramie „Gakkō no Kaidan” emitowanej w telewizji NTV. Pojawi się również w filmie „Nasza młodsza siostra” w reżyserii Hirokazu Koreedy, który miał swoją premierę wczesnym latem 2015 roku. Za rolę w tym filmie otrzymała nagrodę dla debiutanta roku podczas ceremonii Japońskiej Akademii Filmowej, a film został wybrany do rywalizacji o Złotą Palmę na Festiwalu Filmowym w Cannes w 2015 roku.
W latach 2016–2024 zagrała w takich produkcjach jak „Your Lie in April”, „Gniew”, w dramie asadora „Natsuzora”, „Last Letter”, „The Wandering Moon”, „The Water Flows to the Sea”, „Rojo no Ruka” i serii filmów „Chihayafuru”.
Na początku 2025 roku Hirose zagrała główną rolę u boku Kenichiego Matsuyamy w dramie „Who Saw the Peacock Dance in the Jungle?” stacji telewizyjnej TBS.

## Filmografia

### Dramy
| Rok  | Tytuł                                                                                             | Rola               | Stacja telewizyjna | Uwagi                             |
| ---- | ------------------------------------------------------------------------------------------------- | ------------------ | ------------------ | --------------------------------- |
| 2013 | Kasukana Kanojo (幽かな彼女)                                                                      | Asuka Yuzuki       | Fuji TV            |                                   |
| 2013 | Take Five – Oretachi wa Ai wo Nusumeru ka (TAKE FIVE～俺たちは愛を盗めるか～)                     | Młoda Rui Sasahara | TBS                |                                   |
| 2013 | Gekiryū: Watashi o Oboete Imasuka? (激流～私を憶えていますか？～)                                 | Młoda Takako       | NHK                |                                   |
| 2014 | Bitter Blood (ビター・ブラッド〜最悪で最強の親子刑事〜)                                           | Shinobu Sahara     | Fuji TV            |                                   |
| 2014 | Oyaji no Senaka (おやじの背中)                                                                    | Shinobu Koizumi    | TBS                | Odc. 3                            |
| 2014 | Tokyo ni Olympics o Yonda Otoko (東京にオリンピックを呼んだ男)                                    | Mary Mariko Wada   | Fuji TV            | Jednoodcinkowa drama              |
| 2015 | Gakkō no Kaidan (学校のカイダン)                                                                  | Haruna Tsubame     | NTV                | Główna rola                       |
| 2016 | Kaitō Yamaneko (怪盗山猫)                                                                         | Mao Takasugi       | NTV                |                                   |
| 2018 | Anone (あのね)                                                                                    | Harika Tsujisawa   | NTV                | Główna rola                       |
| 2018 | Cheer☆Dan (チア☆ダン)                                                                             | Hikari Tomonaga    | TBS                | Odc. 1                            |
| 2019 | Natsuzora (なつぞら)                                                                              | Natsu Okuhara      | NHK                | Główna rola, asadora              |
| 2019 | Natsuzora Spin-off: Aki no Dai Shukakusai (なつぞら スピンオフ 秋の大収穫祭)                      | Natsu Okuhara      | NHK                | Główna rola, jednoodcinkowa drama |
| 2020 | Living (リビング)                                                                                 | Kuko Teshigahara   | NHK                | Odc. 1                            |
| 2020 | Yo nimo Kimyo na Monogatari: 2020 Fall Special (世にも奇妙な物語'20 秋の特別編)                   | Saki Harada        | Fuji TV            | Główna rola, jednoodcinkowa drama |
| 2021 | An no Ririkku: Sakuragi An Haiku Hajimetemimashita (あんのリリック-桜木杏、俳句はじめてみました-) | Anzu Sakuragi      | WOWOW              | Główna rola                       |
| 2021 | Air Girl (エアガール)                                                                             | Komari Sano        | TV Asahi           | Główna rola, jednoodcinkowa drama |
| 2021 | Okesama OKEHAZAMA ~ Nobunaga Oda (桶狭間～織田信長 覇王の誕生～)                                  | Nōhime             | Fuji TV            | Jednoodcinkowa drama              |
| 2021 | Nemezis (ネメシス)                                                                                | Anna Mikami        | NTV                | Główna rola                       |
| 2022 | Tsuda Umeko: Osatsu ni Natta Ryugakusei (津田梅子 ～お札になった留学生～)                         | Umeko Tsuda        | TV Asahi           | Główna rola, jednoodcinkowa drama |
| 2023 | Hold My Hand at Twilight (夕暮れに、手をつなぐ)                                                   | Asagi Soramame     | TBS                | Główna rola                       |
| 2024 | Rojo no Ruka (路上のルカ)                                                                         | Maori / Ikko       |                    | Główna rola                       |
| 2025 | Who Saw the Peacock Dance in the Jungle? (クジャクのダンス、誰が見た?)                            | Komugi Yamashita   | TBS                | Główna rola                       |
| 2025 | Asura (阿修羅のごとく)                                                                            | Sakiko Takezawa    | Netflix            | Główna rola                       |

### Filmy
| Rok  | Tytuł                                                                                              | Rola                     | Uwagi              |
| ---- | -------------------------------------------------------------------------------------------------- | ------------------------ | ------------------ |
| 2013 | The Apology King (謝罪の王様)                                                                      | Tsugumi                  |                    |
| 2014 | Hokagotachi (放課後たち)                                                                           | Rinko                    |                    |
| 2014 | Crows Explode (クローズ EXPLODE)                                                                   | Mie Uchida               |                    |
| 2015 | Nasza młodsza siostra (海街diary)                                                                  | Suzu Asano               |                    |
| 2015 | Bakemono no ko (バケモノの子)                                                                      | Kaede                    | Seiyū              |
| 2016 | Chihayafuru: Kami no Ku (ちはやふる -上の句-)                                                      | Ayase Chihaya            | Główna rola        |
| 2016 | Chihayafuru 2: Shimo no Ku (ちはやふる -下の句-)                                                   | Ayase Chihaya            | Główna rola        |
| 2016 | Your Lie in April (四月は君の嘘)                                                                   | Kaori Miyazono           | Główna rola        |
| 2016 | Gniew (怒り)                                                                                       | Izumi Komiyama           |                    |
| 2017 | Let’s Go Jets (チア☆ダン～女子高生がチアダンスで全米制覇しちゃったホントの話～)                    | Hikari Tomonaga          | Główna rola        |
| 2017 | The Third Murder (三度目の殺人)                                                                    | Sakie Yamanaka           |                    |
| 2017 | Uchiage hanabi, shita kara miru ka? Yoko kara miru ka? (打ち上げ花火、下から見るか? 横から見るか?) | Nazuna Oikawa            | Główna rola, seiyū |
| 2017 | My Teacher (先生！好きになってもいいですか？)                                                      | Hibiki Shimada           |                    |
| 2018 | Chihayafuru 3: Musubi (ちはやふる -結び-)                                                          | Ayase Chihaya            | Główna rola        |
| 2018 | Laplace’s Witch (ラプラスの魔女)                                                                   | Madoka Uhara             |                    |
| 2018 | Sunny: Tsuyoi Kimochi Tsuyoi Ai (SUNNY 強い気持ち・強い愛)                                         | Nami Abe (liceum)        |                    |
| 2019 | Lupin III The First (ルパン三世 THE FIRST)                                                         | Laetitia                 | Seiyū              |
| 2020 | Last Letter (ラスト・レター)                                                                       | Ayumi Tōno / Misaki Tōno |                    |
| 2020 | Not Quite Dead Yet (一度死んでみた)                                                                | Nanase Nobata            | Główna rola        |
| 2020 | New Interpretation Records of the Three Kingdoms (新解釈・三國志)                                  | Diaochan                 |                    |
| 2021 | A Morning of Farewell (いのちの停車場)                                                             | Mayo Hoshino             |                    |
| 2022 | The Wandering Moon (流浪の月)                                                                      | Sarasa Kanai             | Główna rola        |
| 2023 | Eiga Nemesis: Ougon Rasen no Nazo (映画ネメシス 黄金螺旋の謎)                                      | Anna Mikami              | Główna rola        |
| 2023 | The Water Flows to the Sea (水は海に向かって流れる)                                                | Chisa Sakaki             | Główna rola        |
| 2023 | Kyrie (キリエのうた)                                                                               | Itsuko „Ikko” Ichijō     |                    |
| 2024 | At The Bench (アットザベンチ)                                                                      | Riko                     | Antologia filmowa  |
| 2025 | Yasuko, Songs Of Days Past (ゆきてかへらぬ)                                                        | Yasuko Hasegawa          | Główna rola        |
| 2025 | Unreachable (片思い世界)                                                                           | Misaki Sagara            | Główna rola        |
| 2025 | A Pale View of Hills (遠い山なみの光)                                                              | Etsuko                   | Główna rola        |
| 2025 | Hero’s Island (宝島)                                                                               | Yamako                   |                    |

## Nagrody i nominacje
| Rok  | Ceremonia                                   | Kategoria                              | Nominowany                             | Rezultat  | Przy.  |
| ---- | ------------------------------------------- | -------------------------------------- | -------------------------------------- | --------- | ------ |
| 2012 | Miss Seventeen                              | Nagroda Główna                         | Suzu Hirose                            | Wygrana   | [ 9 ]  |
| 2015 | Tama Cinema Forum                           | Najlepsza Wschodząca Aktorka           | Nasza młodsza siostra i Bakemono no ko | Wygrana   | [ 10 ] |
| 2015 | Nagrody Filmowe Fumiko Yamaji               | Najlepsza Nowa Aktorka                 | Nasza młodsza siostra                  | Wygrana   | [ 11 ] |
| 2015 | Międzynarodowy Festiwal Filmowy w Tokio     | Nagroda Arigato                        | Suzu Hirose                            | Wygrana   | [ 12 ] |
| 2015 | Nagrody Filmowe Hochi                       | Najlepszy Debiutant                    | Nasza młodsza siostra                  | Wygrana   | [ 13 ] |
| 2015 | Nagrody Nikkan Sports Film                  | Najlepszy Debiutant                    | Nasza młodsza siostra                  | Wygrana   | [ 14 ] |
| 2015 | Vogue Japan                                 | Kobieta Roku 2015                      | Suzu Hirose                            | Wygrana   | [ 15 ] |
| 2015 | Yahoo! Search Awards                        | W kategorii Aktorka                    | Suzu Hirose                            | Wygrana   | [ 16 ] |
| 2016 | Festiwal Filmowy w Jokohamie                | Najlepszy Debiutant                    | Nasza młodsza siostra                  | Wygrana   | [ 17 ] |
| 2016 | Kinema Junpo Best 10                        | Najlepsza Nowa Aktorka                 | Nasza młodsza siostra                  | Wygrana   | [ 18 ] |
| 2016 | Nagrody Japońskiej Akademii Filmowej        | Debiut Roku                            | Nasza młodsza siostra                  | Wygrana   | [ 19 ] |
| 2016 | Japońskie Internetowe Nagrody Filmowe       | Nagroda dla Nowej Twarzy               | Nasza młodsza siostra                  | Wygrana   | [ 20 ] |
| 2016 | Nagrody Filmowe Tokyo Sports                | Najlepszy Debiutant                    | Nasza młodsza siostra                  | Wygrana   | [ 21 ] |
| 2016 | Nagroda Specjalna Komitetu Rekomendacyjnego | Aktorka                                | Nasza młodsza siostra                  | Wygrana   | [ 22 ] |
| 2016 | Nagrody Nikkan Sports Film                  | Najlepsza Aktorka Drugoplanowa         | Gniew                                  | Nominacja | [ 23 ] |
| 2016 | Nagrody Filmowe Hochi                       | Najlepsza Aktorka Drugoplanowa         | Gniew                                  | Nominacja | [ 24 ] |
| 2016 | Nagrody Filmowe Hochi                       | Najlepsza aktorka                      | Chihayafuru i Your Lie in April        | Nominacja | [ 24 ] |
| 2016 | DVD＆ブルーレイでーた                       | Nagroda Główna dla Najlepszego Talentu | Suzu Hirose                            | Wygrana   | [ 25 ] |
| 2017 | Nagrody Błękitnej Wstęgi                    | Najlepsza Aktorka Pierwszoplanowa      | Chihayafuru                            | Nominacja | [ 26 ] |
| 2017 | Nagrody Japońskiej Akademii Filmowej        | Najlepsza Aktorka Pierwszoplanowa      | Chihayafuru: Kami no Ku                | Nominacja | [ 27 ] |
| 2017 | Nagrody Japońskiej Akademii Filmowej        | Najlepsza Aktorka Drugoplanowa         | Gniew                                  | Nominacja | [ 27 ] |
| 2017 | Nagrody Filmowe Tokyo Sports                | Najlepsza Aktorka Drugoplanowa         | Gniew                                  | Wygrana   | [ 28 ] |
| 2017 | Nagrody Élan d’Or                           | Debiutant Roku                         | Suzu Hirose                            | Wygrana   | [ 29 ] |
| 2017 | Nagrody Nikkan Sports Film                  | Najlepsza Aktorka                      | Let’s Go Jets                          | Nominacja | [ 30 ] |
| 2017 | Nagrody Nikkan Sports Film                  | Najlepsza Aktorka Drugoplanowa         | The Third Murder                       | Nominacja | [ 30 ] |
| 2018 | Nagrody Filmowe Mainichi                    | Najlepsza Aktorka Drugoplanowa         | The Third Murder                       | Nominacja | [ 31 ] |
| 2018 | Azjatyckie Nagrody Filmowe                  | Najlepsza Aktorka Drugoplanowa         | The Third Murder                       | Nominacja | [ 32 ] |
| 2018 | Nagrody Japońskiej Akademii Filmowej        | Najlepsza Aktorka Drugoplanowa         | The Third Murder                       | Wygrana   | [ 33 ] |
| 2018 | Nagrody Filmowe Tokyo Sports                | Najlepsza Aktorka Drugoplanowa         | The Third Murder                       | Wygrana   | [ 34 ] |
| 2018 | Nagrody Filmowe Tokyo Sports                | Najlepsza Aktorka                      | Let’s Go Jets                          | Nominacja | [ 35 ] |
| 2018 | Nagrody Błękitnej Wstęgi                    | Najlepsza Aktorka Pierwszoplanowa      | Let’s Go Jets                          | Nominacja | [ 36 ] |
| 2018 | Nagrody Błękitnej Wstęgi                    | Najlepsza Aktorka Drugoplanowa         | The Third Murder i My Teacher          | Nominacja | [ 36 ] |
| 2019 | VoCE Best Cosmetics Awards                  | Najpiękniejsza Twarz                   | Suzu Hirose                            | Wygrana   | [ 37 ] |
| 2020 | Kinokuniya Theater Awards                   | Nagroda Indywidualna                   | Q: A Night at the Kabuki               | Wygrana   | [ 38 ] |
| 2020 | WOWOW Theatrical Awards                     | Debiutant Roku                         | Q: A Night at the Kabuki               | Wygrana   | [ 39 ] |
| 2020 | Nagrody Hashida                             | Debiutant                              | Natsuzora                              | Wygrana   | [ 40 ] |
| 2021 | Nagrody Japońskiej Akademii Filmowej        | Najlepsza Aktorka Pierwszoplanowa      | Not Quite Dead Yet                     | Nominacja | [ 41 ] |
| 2021 | Nagroda Nikkan Sports Drama Grand Prix      | Najlepsza Aktorka (w wiosennej dramie) | Nemezis                                | Wygrana   | [ 42 ] |
| 2021 | Nagrody Filmowe Hochi                       | Najlepsza Aktorka Drugoplanowa         | A Morning of Farewell                  | Nominacja | [ 43 ] |
| 2022 | Nagrody Japońskiej Akademii Filmowej        | Najlepsza Aktorka Drugoplanowa         | A Morning of Farewell                  | Nominacja | [ 44 ] |
| 2022 | Nagrody Nikkan Sports Film                  | Najlepsza Aktorka                      | The Wandering Moon                     | Nominacja | [ 45 ] |
| 2022 | Nagrody Filmowe TAMA                        | Najlepsza Aktorka                      | The Wandering Moon                     | Wygrana   | [ 46 ] |
| 2022 | Elle Cinema Awards                          | Najlepsza Aktorka                      | The Wandering Moon                     | Wygrana   | [ 47 ] |
| 2022 | Nagrody Filmowe Hochi                       | Najlepsza Aktorka                      | The Wandering Moon                     | Nominacja | [ 48 ] |
| 2023 | Nagrody Błękitnej Wstęgi                    | Najlepsza Aktorka Pierwszoplanowa      | The Wandering Moon                     | Nominacja | [ 49 ] |
| 2023 | Nagrody Japońskiej Akademii Filmowej        | Najlepsza Aktorka Pierwszoplanowa      | The Wandering Moon                     | Nominacja | [ 50 ] |
| 2024 | Nagrody Filmowe Mainichi                    | Najlepsza Aktorka Drugoplanowa         | Kyrie                                  | Wygrana   | [ 51 ] |
| 2024 | Nagrody Błękitnej Wstęgi                    | Najlepsza Aktorka Drugoplanowa         | Kyrie                                  | Nominacja | [ 52 ] |